# Hardencourt-Cocherel

Hardencourt-Cocherel este o comună în departamentul Eure, Franța. În 1 ianuarie 2022 avea o populație de 286 de locuitori.